# Trianaea neovisae
Trianaea neovisae är en potatisväxtart som beskrevs av Rafael Romero. Trianaea neovisae ingår i släktet Trianaea och familjen potatisväxter. Inga underarter finns listade i Catalogue of Life.